# Момо (ястие)
Момо (на тибетски: མོག་མོག་; на уа́йли: mog mog, на непалски: म:म:) е тестено ястие с пълнеж. Момо е подобен на монголските буузи, китайските дзияодзъ, азиатските манти, грузинските хинкали, руските пелмени, украинските вареники или италианските равиоли.

## Начин на приготвяне
Тестото за момо се прави от брашно и вода, понякога с добавка на мая и сода. За пълнежа се използват една или повече съставки:
- месо – различни видове смяно месо (кайма), популярно в съответните региони – месо от як, биволско, пилешко, козе месо и свинско са популярни в Тибет, Непал и Североизточна Индия, докато агнешкото и месото от як са популярни в Ладакх. Каймата се приготвя с добавка на лук, чесън, кориандър, сол, черен пипер и често с кимион;
- зеленчуци или смес от месо и зеленчуци;
- сиренето е много популярно в Бутан и Сиким;
- шоколадовите десерти Snickers или Mars са популярни в Непал сред чуждестранните туристи.[2]